# Квартира (армия)
Кварти́ра (обывательские квартиры, через нем. Quartier — «постой» (военных), от лат. quartārius — «четверть, квартал») — место временного размещения (квартирное расположение) военнослужащих на постой, в населённых пунктах во время манёвров, учений, походов и в других случаях.
Определение на постой — расквартирование. Место квартирования главнокомандующего армией — главная квартира. Квартирное расписание войск, размещение (расквартирование) армии и её учреждений и заведений по территории государства на постоянных квартирах мирного времени — дислокация.

## История
С развитием военного дела в мире, с созданием регулярных войск и сил (вооружённых сил) возникла и потребность в размещении личного состава формирований войск и сил в определённых местах, с соблюдением определённых условий, исходя из стратегического, оперативного или тактического характера. Так и появилась почти во всех европейских государствах квартирная повинность.
Вплоть до массового строительства казарм (казарменное расположение) в XVIII—XIX веках квартиры являлись основными помещениями для размещения личного состава формирований войск, в военное и мирное время. Во многих европейских государствах и странах существовала так называемая «квартирная» повинность, обязывающая население государства и страны предоставлять часть помещений для размещения офицеров и солдат. Для нахождения помещений посылался вперёд отряда специальный квартирьер.
В настоящее время квартиры используются крайне редко, при проведении учений и манёвров вдали от пунктов постоянного размещения, оборудованных казармами.
В русском военном деле также использовались словосочетания: постоянные квартиры, кантонир-квартиры, зимние квартиры и летние квартиры:
- зимняя квартира — место дислокации формирования в зимний период времени;
- летняя квартира — место дислокации формирования в летний период времени.